# Emil Panek
Emil Panek (ur. 9 lutego 1948 w Kozowie) – polski ekonomista i profesor, były rektor Akademii Ekonomicznej w Poznaniu, w latach 2011-2015 przewodniczący Komitetu Nauk Ekonomicznych Polskiej Akademii Nauk.

## Życiorys
- 1970 magister ekonomii
- 1974 doktor nauk ekonomicznych
- 1986 doktor habilitowany nauk ekonomicznych
- 1993 profesor nauk ekonomicznych
- 1974 – 1975: adiunkt w Wyższej Szkole Inżynierskiej w Zielonej Górze
- 1975 – 1987: adiunkt w Akademii Ekonomicznej w Poznaniu
- 1987 – 1991: docent w Akademii Ekonomicznej w Poznaniu
- 1991 – 1997: profesor nadzwyczajny w Akademii Ekonomicznej w Poznaniu
- 1997 – obecnie: profesor zwyczajny w Akademii Ekonomicznej w Poznaniu

- 1984 – 1987: wicedyrektor Instytutu Cybernetyki Ekonomicznej
- 1987 – 1990: prodziekan Wydziału Planowania i Zarządzania
- 1990 – 1996: prorektor Akademii Ekonomicznej w Poznaniu
- 1996 – 2002: rektor Akademii Ekonomicznej w Poznaniu
- 1991 – obecnie: kierownik Katedry Ekonomii Matematycznej
- 2006 – obecnie: dziekan Wydziału Informatyki i Gospodarki Elektronicznej

Żonaty, ma dwóch synów.

## Wybrane publikacje
Emil Panek jest specjalistą z dziedziny cybernetyki ekonomicznej oraz ekonomii matematycznej, a także modelowania matematycznego procesów wzrostu gospodarczego i zastosowań teorii sterowania optymalnego w ekonomii.
- Modelowanie i planowanie wzrostu gospodarki narodowej (1982, współautor, ISBN 83-01-03018-6)
- Optymalizacja procesów wzrostu gospodarczego w świetle teorii sterowania (1989, ISBN 83-01-06194-4)
- Elementy ekonomii matematycznej: statyka (1993, ISBN 83-01-11091-0)
- Elementy ekonomii matematycznej: równowaga i wzrost (1997, ISBN 83-01-12151-3)
- Ekonomia matematyczna (2000, ISBN 83-87152-76-5)

## Odznaczenia
- Złoty Krzyż Zasługi,
- Krzyż Kawalerski Orderu Odrodzenia Polski
- Medal Komisji Edukacji Narodowej
- medal „Za Zasługi dla Województwa Wielkopolskiego”